# Antonio Cañizares Llovera
Antonio Cañizares Llovera, španski rimskokatoliški duhovnik, škof in kardinal, * 15. oktober 1945, Utiel.

## Življenjepis
21. junija 1970 je prejel duhovniško posvečenje.
6. marca 1992 je bil imenovan za škofa Avile in 25. aprila istega leta je prejel škofovsko posvečenje.
10. decembra 1996 je postal nadškof Granade in 24. oktobra 2002 pa nadškof Toleda; na slednji položaj je bil ustoličen 15. decembra istega leta in je ostal na njem do leta 2008 oz. kot upravitelj do 2009.
24. marca 2006 je bil povzdignjen v kardinala in imenovan za kardinal-duhovnika S. Pancrazio; na slednji položaj je bil ustoličen 21. maja istega leta.
9. decembra 2008 je bil imenovan za prefekta kongragacije za dicsiplino zakramentov v rimski kuriji, avgusta 2014 pa za nadškofa in  metropolita Valencije v Španiji.
Med letoma 2005 in 2008 ter ponovno od 2017 je podpredsednik španske pkofovske konference.